# Caína
Caína (al-Kāhina) foi uma líder militar e religiosa berbere do século VII que liderou a resistência do seu povo à expansão árabe no Norte da África, a região então conhecida como Numídia, conhecida hoje como Magrebe. Ela nasceu no começo do século VII e morreu no fim do mesmo século, onde é hoje a Argélia.
Teria sido convertida ao judaísmo, mas segundo outras fontes seria cristã ou mesmo pagã. Liderou por 35 anos as tribos  judaicas do norte da África.